# Capucho (futebolista)
Nuno Fernando Gonçalves da Rocha mais conhecido como Capucho (Barcelos, 21 de fevereiro de 1972) é um ex-futebolista português.

## Carreira

### Jogador
Capucho é um ex-jogador de futebol português, que jogava mais frequentemente na posição de extremo direito. 
Ficou conhecido pela sua capacidade de drible e por marcar golos fantásticos, brilhando especialmente no FC Porto, o que lhe valeu a chamada regular à selecção portuguesa e a conquista de 3 campeonatos e a Taça UEFA de 2003.
Durante a sua carreira, jogou por vários clubes como Gil Vicente FC, Sporting, Vitória Guimarães, FC Porto, Rangers e Celta Vigo.

### Treinador
Deu início a sua carreira de treinador, primeiro como técnico da equipa Porto sub-19 durante a época 2013-2014. Capucho prosseguiu como assistente de Luís Castro fazendo parte da equipa técnica do FC Porto B para 2014-2015.
Na época 2015-2016 tornou-se treinador principal do Varzim SC obtendo o nono lugar na tabela classificativa da segunda liga. No final da época solicitou autorização à direção do Varzim SC para deixar o clube por conhecimento do interesse de um emblema da primeira liga na sua contratação.
O Rio Ave FC depois da saída de Pedro Martins apresentou Nuno Capucho como novo técnico do clube tendo assinado um contrato válido por duas temporadas. 

## Honras
- Liga Portuguesa 1998, 1999, 2003
- Taça de Portugal 1995, 1998, 2000, 2001, 2003
- Supertaça de Portugal 1999, 2000, 2002
- Taça UEFA 2003

## Seleção Nacional
- Campeonato Mundial de Futebol Sub-20 de 1991 - Campeão
- Jogos Olímpicos de 1996 - 4º lugar
- Campeonato Europeu de Futebol de 2000 - Meias finais
- Mundial de futebol 2002